# Musik im Kriege

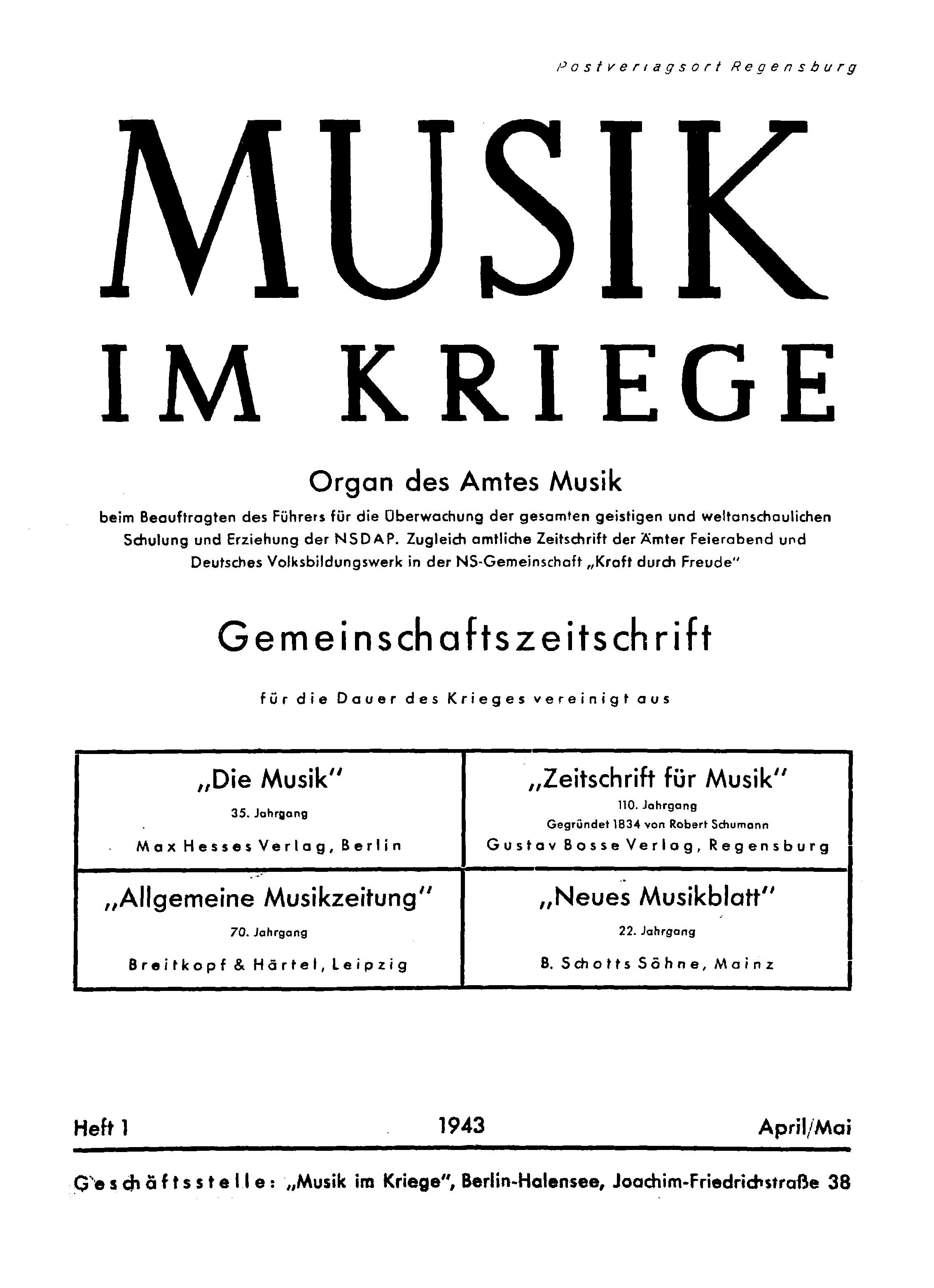
Titelblatt des ersten Heftes April/Mai 1943

Musik im Kriege war der Titel einer von 1943 bis 1944 im gleichnamigen Verlag nur kurz erschienenen Zeitschrift. Sie zeigt die Gleichschaltung der musikwissenschaftlichen Presse während des Nationalsozialismus auf exemplarische Weise: Durch Zusammenschluss einstmals großer und unabhängiger Zeitschriften (die allerdings schon seit den 1920er Jahren nationalistisch-konservativ ideologisiert waren) entstand ein durch die Nöte des Krieges dünnes Blättchen aus schlechtem Papier – geschrieben von Autoren, die „im Felde standen“. Die Autoren können insgesamt als Überzeugungstäter angesehen werden; in vielen Fällen haben sie auch im Nachkriegsdeutschland noch eine bedeutende Rolle in der Musikwissenschaft und -journalistik gespielt, teils bis in die 1970er Jahre hinein. Für Musik im Kriege schrieben u. a. Josef Beaujean, Hermann Blume,  Christian Döbereiner, Karl Gustav Fellerer, Johannes Haller, Siegfried Kallenberg, Egon von Komorzynski, Hans Joachim Moser, Carl Niessen, Erich Schenk, Eugen Schmitz, Hans Schnoor, Hermann Stephani, Max Ernst Unger und Anton Würz.
Der Herausgeber Herbert Gerigk war als Autor des Lexikons der Juden in der Musik und als hoher Offizier im Einsatzstab Reichsleiter Rosenberg für Beutezüge von Musikalien in den besetzten Gebieten ein exemplarischer Nationalsozialist. Die Texte enthalten dennoch nur selten offenen Antisemitismus, Rassentheorie oder Verfemung der ästhetischen Moderne, weichen aber öfters auf völkische Motive oder ‚unpolitische‘, klassische Themen aus. Sie sind darin typisch für das musikalische Schrifttum während des Nationalsozialismus.
Die offizielle Bezeichnung des Herausgebers war: Organ des Amtes Musik beim Beauftragten des Führers für die Überwachung der gesamten geistigen und weltanschaulichen Schulung und Erziehung der NSDAP. Zugleich amtliche Musikzeitschrift der Ämter Feierabend und Deutsches Volksbildungswerk in der NS-Gemeinschaft „Kraft durch Freude“ – Gemeinschaftszeitschrift für die Dauer des Krieges vereinigt aus:
- Die Musik, 35. Jg., Berlin, Max Hesse
- Zeitschrift für Musik, 110. Jg., Regensburg, Gustav Bosse Verlag
- Allgemeine Musikzeitung, 70. Jg., Leipzig, Breitkopf & Härtel
- Neues Musikblatt, 22. Jg., Mainz, Schott

Es erschienen 20 Hefte in zwei Jahrgängen, zweimonatlich in Doppelheften. Die erste Ausgabe war das 1. Jg. April–Mai Heft 1943, erst Heft 1, später rückwirkend Heft 1/2 genannt, die letzte Ausgabe das 2. Jg. Oktober–November Heft 7/8 1944.